# باشگاه فوتبال مرو
باشگاه فوتبال فرهنگی و ورزشی مرو ماری که با نام مرو ماری نیز شناخته می‌شود، یک باشگاه فوتبال حرفه‌ای مستقر در مرو، ترکمنستان است. این باشگاه در لیگ عالی ترکمنستان بازی می‌کند. ورزشگاه خانگی آنها، مری اسپورت توپلومی است.